# Glayroux
Glayroux ist ein Ortsteil der französischen Gemeinde Sigalens im Département Gironde der Region Nouvelle-Aquitaine.
Im Jahr 1851 wurde die Gemeinde Sigalens aus den bisher zu Aillas gehörenden Ortsteilen Aillas-le-Vieux, Glayroux und Monclaris gebildet.